# Saint-Georges-sur-Renon
Saint-Georges-sur-Renon es una comuna francesa del departamento de Ain, en la región de Auvernia-Ródano-Alpes.

## Demografía
| 119 | 108 | 95 | 105 | 126 | 161 | 188 | 214 |
| Para los censos de 1962 a 1999 la población legal corresponde a la población sin duplicidades (Fuente: INSEE [Consultar]) |     |    |     |     |     |     |     |